# 丁穎
丁穎（1888年11月25日—1964年10月14日），字竹铭，别名君颖，男，廣東高州人，中國農業科學家，中国现代水稻研究奠基人，被称为“中国稻作科学之父”，同时，丁颖也是中国农业高等教育的先驱，为中国科学院生物学部委员，华南农学院、中国农业科学院首任院长，曾任第一、二、三届全国人民代表大会代表，中国科学技术协会副主席，第一、第二届广东省政协副主席。

## 生平

### 出生
大清光绪十四年十月廿日（1888年11月25日），丁颖生于广东省高州府茂名县谢鸡乡（现高州市谢鸡镇）石塘村一户农家。丁颖在家中排行十二，是家里最小的儿子。丁颖的父亲丁林泰认为穷人常因为没有文化而受欺辱，决心举债送丁颖上学，于是丁颖成为了家里的第一个读书人。丁颖先在村中私塾“童蒙书馆”接受启蒙教育，随后又到邻村去学八股文。1906年，丁颖以优异成绩考入了县城的新式学堂“高州中学”。入学后，丁颖接触到革命思想，积极参加学生运动，还加入了学生团体“新高学社”。1910年，丁颖从高州中学毕业，决定学习农业，改善农民困顿的生活。丁颖起初准备报考广东省农林试验场讲习班，但由于错过考期，丁颖改考广东高等师范学校博物科。

### 赴日留学
1912年，丁颖以优异成绩取得公费留学日本的资格。1912年9月，丁颖进入东京第一高等学校预科学习日语。1914年6月，丁颖回国。1914年9月，丁颖又回到日本，考入熊本第五高等学校（今熊本大学）。1919年毕业前，国内爆发五四运动，日本留学生为声援祖国而到街头游行请愿，受到日本军警镇压。丁颖对此感到十分气愤，不想再留在日本，加之当时家境窘困，丁颖便在1919年6月辍学回国工作，先后在高州中学、高州农校任教，后来改任广东省教育厅督学。此后，由于对官场贪污舞弊与科技落后局面的痛惜，丁颖感到不深造就难以实现救国的愿望，于1921年4月第三次赴日本留学，考入东京帝国大学农学部攻读农艺，成为该校第一位研修稻作学的中国留学生。1924年，丁颖获得东京帝国大学农学士学位。此时丁颖已经36岁，决定回国。

### 高校任教
1924年8月，经知名学者黄枯桐介绍，丁颖进入广东公立农业专门学校任教。1924年11月，广东公立农业专门学校改为国立广东大学农科学院（后改名国立中山大学农学院），丁颖遂任学院农艺系教授。1927年，在广东省茂名县公馆圩筹建全国首个稻作专业试验基地——南路稻作育种场。隨後在他的建议下，中山大学农学院又陆续在广州市石牌、东莞县虎门沙角、梅县大沙河唇、惠阳县梁北墟、韶关市曲江县分别建立了石牌稻作试验总场、沙田稻作试验场、韩江稻作试验场、东江稻作试验场和北江稻作试验场。在此期间，丁颖積極從事水稻科研與教學工作，取得大量成果，共育成水稻品种110个。1934年，成功培育出世界上第一个具有野生稻血缘的杂交水稻新品种“中山一号”，1936年，用印度野生稻和广东栽培稻“早银占”选育出每穗能多达千多粒的人工杂交水稻品种，俗称“千粒穗”。在他的推动下，广东成为当时中国南方的水稻育种中心。
抗日战争期间，国立中山大学西迁，1940年7月，中山大学从云南澄江迁到粤北韶关，丁颖临危受命，出任农学院院长，带领院师生迁到韶关附近的湖南宜章县粟源堡继续办学，在困难条件下想方设法邀请一批知名教授来学院任教，又先后创建了北江稻作试验分场和农林部西南作物品种繁殖场，1945年8月，抗战胜利后，丁颖随中山大学迁回广州。解放前夕，中山大学校方酝酿再次迁校海南，丁颖为了维护教育事业和避免学校财产损失，加入中共地下组织领导的护校行列，反对迁校，并不顾安危出面保释为此而被捕的学生。
1949年10月14日，广州解放，丁颖是广州市各界人民欢迎解放军入城式筹委会委员。1950年，丁颖先后任广州市人民代表、广州市人民政府委员、中山大学临时校务委员会常务委员、中山大学农学院院长、广东省农民代表、广东省人民代表等职。1951年，丁颖兼任广州市郊区土改工作委员会委员。1952年4月，全国高等院校院系调整，丁颖被国务院任命为新组建的华南农学院首任院长，直至1964年卸任。1954年，当选第一届全国人大代表。9月，出席第一届全国人大第一次会议讨论宪法草案，并在期间发言。1955年，丁颖当选中国科学院生物地学部委员。1957年3月23日，丁颖经中共华南农学院党委批准，加入中国共产党。

### 赴京任职
1957年9月，丁颖被国务院任命为中国农业科学院首任院长。1958年，当选中国科学技术协会副主席。“大跃进”中，面对为追求“放卫星”的高产而来的政治压力，丁颖明确表示反对水稻高度密植，当时曾语重心长地说：“不要忘记农民的肚皮是连着地皮啊”。1961年，主编的水稻教材专著《中国水稻栽培学》出版。1964年5月，为了参加8月在北京举办的一个国际科学讨论会，75岁的丁颖亲自带队考察了河北、山西、内蒙古、宁夏、甘肃、新疆、陕西等地。会议过后，丁颖病倒了，但稍作休养后，丁颖又到山东考察。其间，由于病情再度发作，丁颖被送回北京。1964年10月14日上午8时30分，丁颖因肝癌在北京逝世。

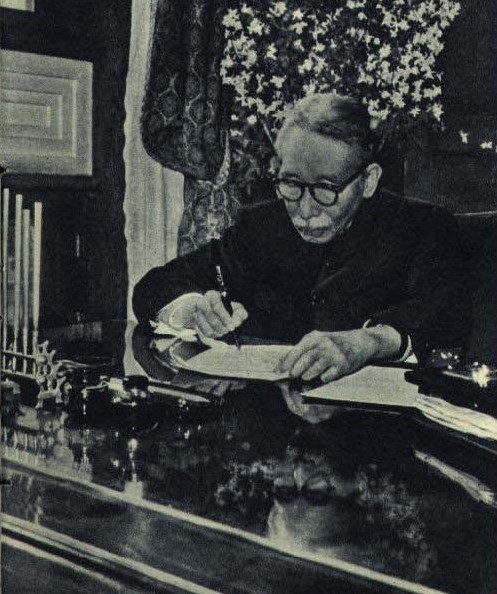
1962年的丁颖

## 成就
丁颖从事水稻科学研究、农业教育事业40余年，对中国稻作的起源与演变，稻作区域划分，水稻品种系统选育，以及栽培技术等进行了系统的研究，将中国稻作区域划分为地域分明、种性清楚的6个稻作带，发现温度是决定稻作分布的最主要生态指标，首次将野生稻抗御恶劣环境的种质转育到栽培稻中，育成了60多个水稻优良品种，创立了水稻品种多型性理论，水稻为品种选育、良种繁育和品种提纯复壮工作奠定了理论基础，是中国现代稻作科学主要奠基人，被周恩来称为“中国人民优秀的农业科学家”。

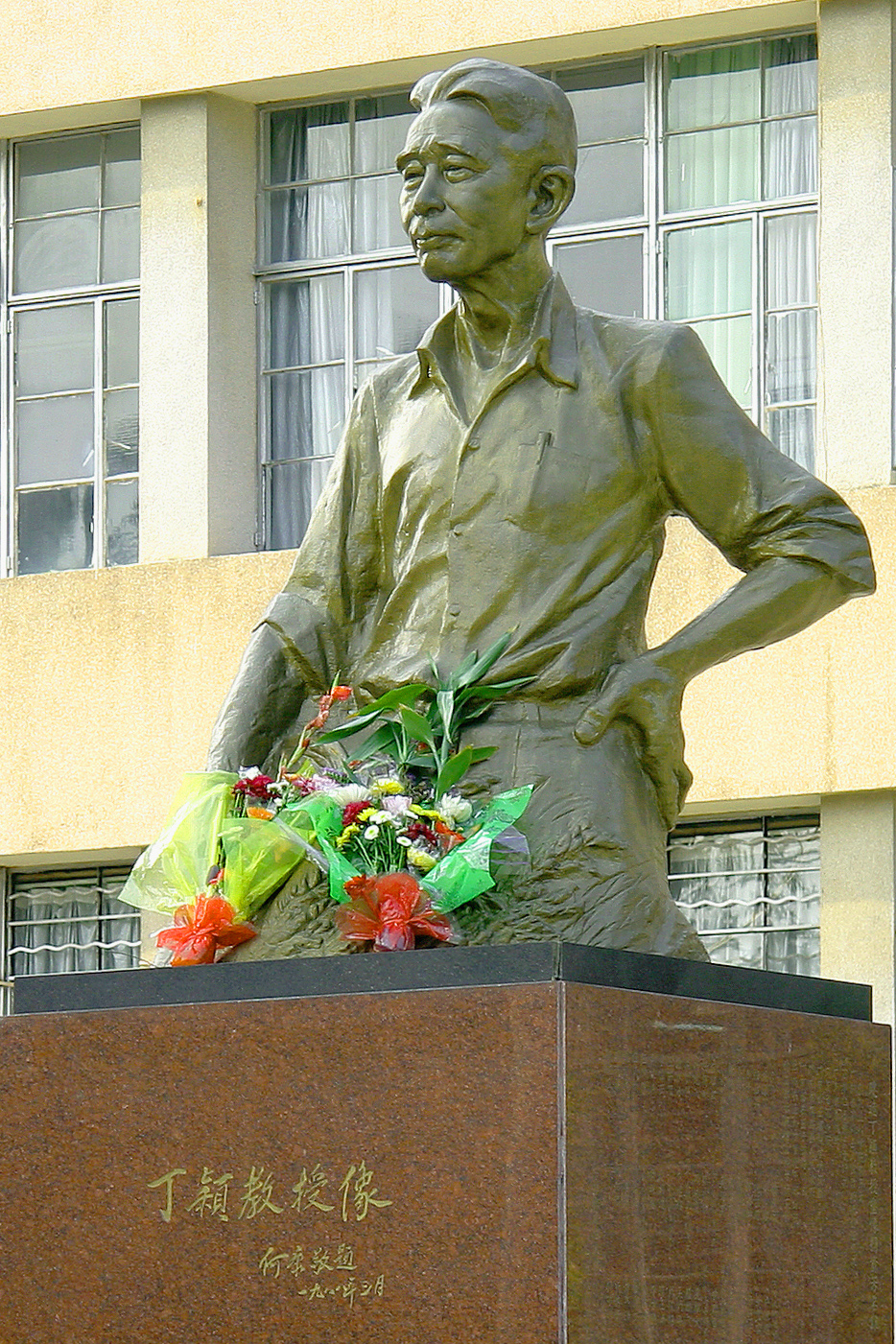
丁颖塑像

## 纪念
- 1988年，在丁颖诞辰一百周年之时，中国科学技术协会和华南农业大学、中国农业科学院分别举行了纪念大会和丁颖学术讨论会。
- 1989年，广东省科学技术协会以丁颖名义设立“广东省丁颖科技奖”，以表彰广东省内优秀的中青年科技工作者。
- 1990年10月10日，邮电部发行一套4枚的J.173《中国现代科学家》（第二组）纪念邮票，其中第4枚面值30分的邮票图案采用丁颖肖像[11]。 丁颖成为中国第一个以发行邮票方式纪念的农业科学家。
- 华南农业大学于1988年在教学楼前立丁颖塑像，2007年，设立培养顶尖创新型人才的“丁颖班”，2009年，在校史馆三楼建立“丁颖纪念馆”。
- 其母校广东高州中学校园内建有丁颖的纪念雕像。其故乡高州市谢鸡镇石塘村建有丁颖小学，1998年5月，为纪念丁颖诞辰110周年，谢鸡镇在铺面村六位岭上兴建丁颖塑像、丁颖纪念馆，2015年，扩建为丁颖荔枝森林公园。其位于石塘村委会新山村、建于清代的故居，于2020年被列为第七批茂名市文物保护单位。